# أوردة أخمصية لأصابع القدم
الأَورِدَةُ الأَخْمَصِيَّة لأَصَابِعِ القَدَم (بالإنجليزية:  plantar digital veins)‏، هي أوردة تنشأ من الضفائر الظاهرة على السطوح الأخمصية لأصابع القدم، وبعد تفرعها إلى أورِدَةُ بَينَ الرُّؤوس السُّلامِيَّة في القَدَم لتنضم مع الأَورِدَةُ الظَّهْرَانِيَّة لأَصَابِعِ القَدَم، تتحد مع الأَورِدَةُ المِشْطِيَّةُ الأَخْمَصِيَّة.